# Het Mysterie van de Grote Piramide
Het Mysterie van de Grote Piramide is een verhaal uit de Belgische stripreeks Blake en Mortimer, getekend en geschreven door Edgar P. Jacobs. Het verscheen tussen 23 maart 1950 en 28 mei 1952 met één pagina per week in het weekblad Kuifje. In 1954 en 1955 verscheen het voor het eerst in een tweedelige boekvorm. 
Het is na Het Geheim van de Zwaardvis het tweede verhaal uit de reeks en de twee delen vormen het vierde en vijfde album. In het vierde verhaal komt Francis Blake nagenoeg niet voor op enkele pagina's na.    

## Samenvatting

### Deel 1: Het Manuscript van Manethon
Professor Philip Mortimer arriveert in Caïro op uitnodiging van zijn vriend, de Egyptische Archeoloog Ahmed Rasim Bey. Rasim Bey en zijn assistent Ben Zaim Abdul tonen hem vervolgens een papyrus van Manetho, die spreekt over de Kamer van Horus en de Schat van Aton. Voor Mortimer is er geen twijfel dat er in de Grote Piramide van Cheops een onbekende geheime kamer moet zijn waar het graf van Akhenaton en diens schat verborgen liggen. 
Al snel komt Mortimer erachter dat assistent Ben Zaim een deel van de papyrus had verborgen en herstelt het. Ben Zaim blijkt samen te werken met een criminele bende met aan het hoofd kolonel Olrik, waarvan iedereen dacht dat hij stierf tijdens de vernietiging van Lhasa. Deze bende wil de piramide leegroven en de schat stelen. 
Mortimer stapt naar de Egyptische politie, waar hij echter geen gehoor vindt. Hierop wordt Mortimer gedwongen zijn vriend Francis Blake te hulp te roepen bij het onderzoek. Ondertussen bezoekt Mortimer het Gizeh-plateau, waar hij de excentrieke Duitse egyptoloog, Dr. Großgrabenstein en zijn assistent, de Amerikaanse Sharkey ontmoet. De eerste ontmoeting tussen Sharkey en Mortimer is behoorlijk brutaal omdat de tweede een mysterieuze oude man redt genaamd Sheik Abdel Razek. Aan het einde van deel 1 hoort Mortimer dat Blake is vermoord tijdens zijn tussenstop op de luchthaven van Athene. 

### Deel 2: De Kamer van Horus
Mortimer is bang dat professor Grossgrabenstein in gevaar is en gaat naar zijn villa. Daar komt hij erachter dat Olrik en Grosgrabenstein 1 en dezelfde persoon zijn. Mortimer wordt gevangen genomen. Hij wordt op het laatste moment gered van een executie door een Egyptische bediende, die Francis Blake in vermomming blijkt te zijn. Blake had zijn eigen dood in scène gezet om zodoende volledig undercover te gaan. 
Ondertussen omsingelt de Egyptische politie het huis en de complete bende van Olrik wordt gevangengenomen. Olrik weet zelf als enige te ontsnappen omdat hij zijn Grossgrabenstein-vermomming nog aan heeft. De echte Grossgrabenstein blijkt vastgebonden in een sarcofaag in de kelder te liggen. 
Blake en Mortimer gaan naar de plek bij de piramide van Cheops waar Grossgrabenstein aan het graven was. Hier vinden ze een doorgang. Aan de hand van instructies op de papyrus weten ze bij de kamer van Horus te komen, een schatkamer diep in de piramide met fabelachtige kostbaarheden. Blake en Mortimer weten niet dat ze in het geheim worden gevolgd door Olrik. In de kamer van Horus komt het tot een gevecht tussen de drie. 
Ondertussen gaat Mortimer’s trouwe bediende Nasir, bezorgd om zijn meesters, naar Sheikh Abdel Razek die vanuit zijn huis via een geheime doorgang naar de kamer van Horus reist. Hij komt net op tijd om te verhinderen dat Olrik het duo doodschiet. Met zijn magische krachten zorgt Abdel Razek dat Olrik krankzinnig wordt en zijn geheugen verliest.
Abdel Razhek legt aan Blake en Mortimer uit dat hij een afstammeling is van de Paatenemheb, een orde van trouwe dienaars van Akhenaten. Zij zijn ooit aangesteld om de schat van Athon te beschermen. 
Blake en Mortimer worden door Razhek gespaard omdat ze een goed en eerlijk karakter hebben. Olrik zal de rest van zijn leven echter in krankzinnigheid moeten doorbrengen. Razhek besluit het meest recente geheugen van Blake en Mortimer te wissen, zodat ze niemand over de geheime kamer kunnen vertellen. 
De twee vrienden verlaten de Grote Piramide en vieren vervolgens hun overwinning tegen handelaars in de oudheid. Ze geloven aanvankelijk dat ze de Horus-kamer niet hebben gevonden, maar alleen een buitengewone droom hadden, totdat Mortimer een ring aan zijn vinger ziet.Na een laatste blik op de Grote Piramide van Cheops, waarop Abdel Razek staat, verlaten de twee helden het Gizeh-plateau onder de blik van de sjeik. In de verte loopt een krankzinnige Olrik de woestijn in.

## Achtergrond
Edgar P Jacobs wilde dat ieder Blake en Mortimer verhaal een ander onderwerp had. In Het Geheim van de Zwaardvis was het onderwerp oorlog, in dit album zou het onderwerp archeologie worden. Jacobs had een levenslange fascinatie voor egyptologie en deed uitgebreid onderzoek om te kijken of alle details goed klopten. Zo bezocht hij zelf de piramides van Gizeh en Egyptisch Museum (Caïro). Hij las de boeken van Herodus en Strabo uit de oudheid en de moderne boeken van egyptologen als Auguste Mariette en Gaston Maspero. Om ervoor te zorgen dat alle hiërogliefen in het verhaal klopten, leerde hij zichzelf het hiërogliefenalfabet aan. Jacobs liet uiteindelijk zijn voorbereiding controleren door Pierre Gilbert, een belangrijke Belgische egyptoloog.
Deze wetenschapper vond dat Jacobs goed research had gedaan maar tegelijkertijd raadde hij Jacobs af om de piramide van Cheops als onderwerp te gebruiken: deze piramide was al zo uitgebreid onderzocht dat deze geen nieuwe kamers kon bevatten. Jacobs bleef echter bij zijn intentie om die piramide te gebruiken en hij bleek gelijk te krijgen: in 1954 werden er nog nieuwe kamers en gangen in de piramide gevonden, later werd aan de voet van de piramide een begraven zonneboot gevonden. 
De Kamer van Horus is fictief maar het uiterlijk ervan is gebaseerd op een grafkelder van Séthi Ier in Abydos. Deze kelder is in werkelijkheid in een rots uitgehouwen en bevindt zich onder de grond. Net als in het stripboek ligt daar de sarcofaag op een plateau dat omringd wordt door een soort slotgracht dat zich kan vullen met water afkomstig uit de nabijgelegen Nijl.

## Trivia
- Het personage van Dr. Grossgrabenstein is gebaseerd op de Belgische egyptoloog Jean Capart, die eerder al model gestaan had voor het personage professor Bergamot in het Kuifje-album De 7 kristallen bollen.[2]
- In het stripverhaal bevindt De Steen van Maneto zich in het museum van Cairo. De steen is echter verzonnen door Jacobs. Desondanks geloofden vele lezers dat de steen echt bestond en in het museum werd dan ook regelmatig aan het personeel gevraagd waar de steen zich bevond.[bron?]
- Het Blake en Mortimer-album De laatste farao uit 2019 is een direct vervolg op dit album.